# Cyclichthys
Cyclichthys är ett släkte av fiskar. Cyclichthys ingår i familjen piggsvinsfiskar.
Kladogram enligt Catalogue of Life:
| Cyclichthys | \| \| Cyclichthys hardenbergi \| \| \| \| \| \| Cyclichthys orbicularis \| \| \| \| \| \| Cyclichthys spilostylus \| \| \| \| |
|             | \| \| Cyclichthys hardenbergi \| \| \| \| \| \| Cyclichthys orbicularis \| \| \| \| \| \| Cyclichthys spilostylus \| \| \| \| |
|             | Allomycterus |
|             | |
|             | Chilomycterus |
|             | |
|             | Dicotylichthys |
|             | |
|             | Diodon |
|             | |
|             | Lophodiodon |
|             | |
|             | Tragulichthys |
|             | |
|             | Cyclichthys hardenbergi |
|             | |
|             | Cyclichthys orbicularis |
|             | |
|             | Cyclichthys spilostylus |
|             | |

|  | Cyclichthys hardenbergi |
|  |                         |
|  | Cyclichthys orbicularis |
|  |                         |
|  | Cyclichthys spilostylus |
|  |                         |